# John Charles Ardagh

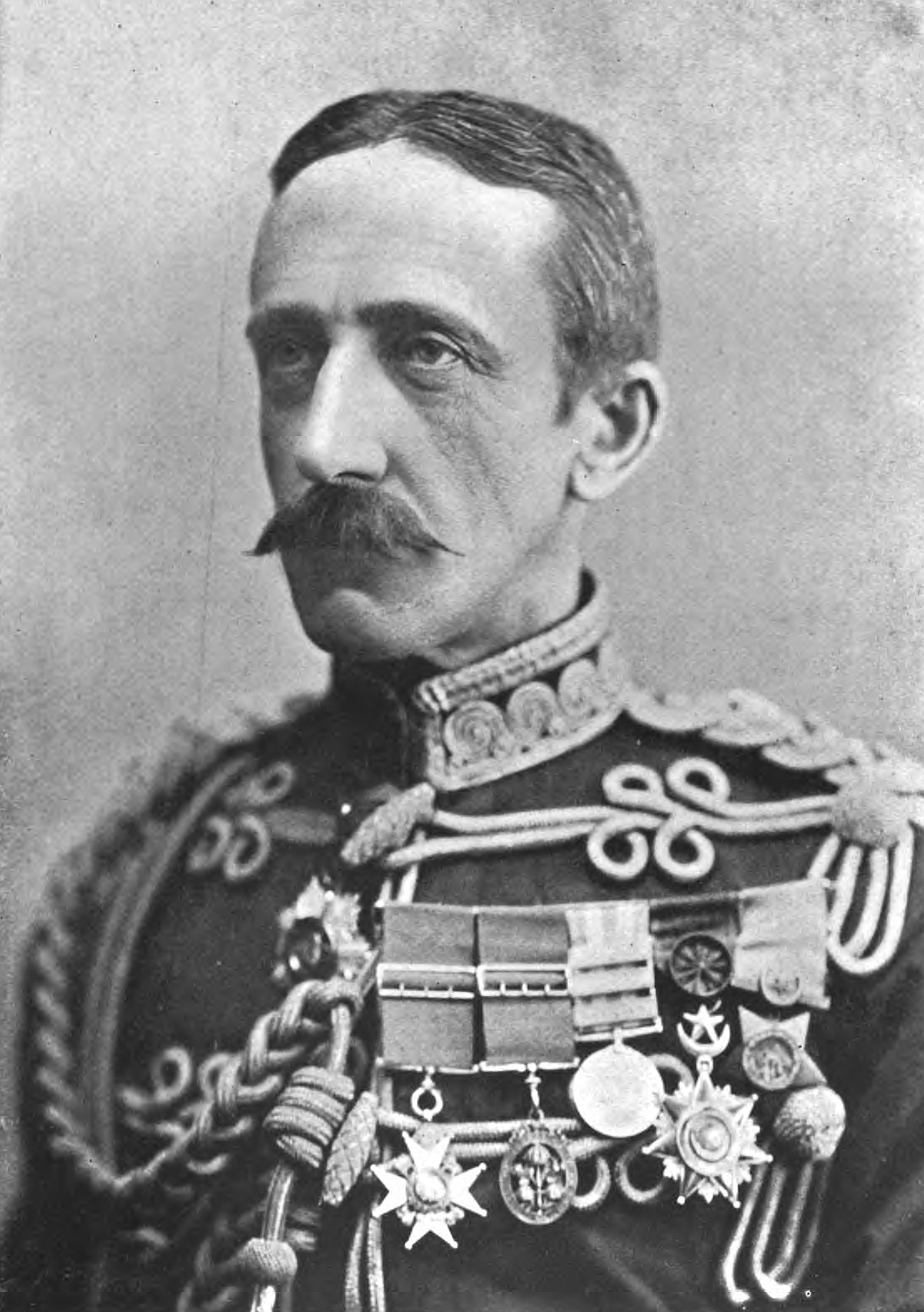
John Charles Ardagh (1894)

Major-General Sir John Charles Ardagh, KCMG KCIE CB LL.D (* 1840 in Waterford, Irland; † 30. September 1907 in Glynllivon) war ein britischer Offizier, Festungsbauer, Jurist und Kolonialbeamter.

## Leben
John Charles Ardagh wurde 1840 im irischen Waterford als Sohn eines Geistlichen der Church of Ireland geboren. Nach seiner schulischen Ausbildung in Waterford setzte er seine Ausbildung im Dubliner Trinity College und an der Royal Military Academy Woolwich fort. Letztere schloss er 1858 ab. Am 1. September 1859 trat er als Lieutenant bei den Royal Engineers ein. Ardagh galt als talentierter Mathematiker, Linguist und Zeichner und erfreute sich der Förderung dienstälterer Offiziere. Als junger Offizier bereiste er große Teile Europas.
1862 wurde Ardagh als junger Offizier mit dem Bau des Newhaven Fort beauftragt. Im Mai 1862 trat er seinen Dienst in Brighton an. Die Bauarbeiten am Fort begannen 1864. Ardagh veranlasste, dass das Gelände nicht vollständig planiert wurde, sondern sich der Form des Geländes anpasste. Eine weitere Neuerung, die auf Ardagh zurückgeht, war die Verwendung von Beton für militärische Befestigungsanlagen.
1871 befand Ardagh sich während der letzten Phase des Deutsch-Französischen Krieges in Paris. 1875 zum Captain befördert und als Deputy Assistant Quarter-Master-General in die Nachrichtenabteilung des War Office versetzt, verbrachte er die nächsten sechs Jahre in militärischen und diplomatischen Diensten auf dem Balkan. 1876 berichtete er von der Konferenz von Konstantinopel, 1878 vom Berliner Kongress. Im Juli dieses Jahres wurde er in die zivile Abteilung des Order of the Bath als Companion aufgenommen. 1881 war er britisches Mitglied der Kommission zur Festlegung des türkisch-griechischen Grenzverlaufes. Bereits 1878/79 war er Mitglied der Kommission zur Festlegung des bulgarisch-türkischen Grenzverlaufes gewesen.
Ab 1881 diente Ardagh mehrere Male im Nahen Osten. 1882 war er am Wiederaufbau Alexandrias nach dem Beschuss der Stadt durch britische Interventionskräfte beteiligt. Im gleichen Jahr nahm er an der Schlacht von Tel-el-Kebir teil, 1884 an der Schlacht von El Teb. Während der Gordon Relief Expedition war er 1884 zunächst Kommandant von Kairo. Zwischen 1884 und 1886 folgten verschiedene Verwendungen während der Expedition, so war er 1884 Kommandeur der Pioniertruppen und Chef der militärischen Aufklärungsabteilung (Commander Royal Engineers and Head of Intelligence Department), 1885 Kommandeur und 1886 Stabsoffizier. Für seine Dienste in Ägypten und im Sudan wurde Ardagh mehrfach ausgezeichnet. Nach der Schlacht von Tel-el Kebir erhielt er den Bronze Star und wurde in die 4. Klasse des Osmanje-Ordens aufgenommen. Im Mai 1884 Companion der militärischen Abteilung des Order of the Bath. Außerdem wurde er in die III. Klasse des Mecidiye-Ordens aufgenommen.
Nach seiner Rückkehr nach England wurde Ardagh 1887 als Assistant Adjutant General, Defence and Mobilisation im Generalstab der British Army verwendet.
Ab 1888 diente Ardagh in Indien. Zunächst war er von 1888 bis 1894 Privatsekretär von Henry Petty-FitzMaurice, Vizekönig von Indien und 1894 noch für kurze Zeit auch Privatsekretär seines Nachfolgers, Victor Alexander Bruce. Während seiner Zeit in Indien war Ardagh auch mit Fragen der Grenzziehung in Aksai Chin zwischen Indien und China befasst. FitzMaurice war Ardagh freundschaftlich verbunden und förderte ihn. Das war für Ardagh besonders wichtig, da er wie viele britische Offiziere der damaligen Zeit ständig um seine weitere Verwendung fürchten musste, jedoch nicht über ausreichende finanzielle Mittel verfügte, um seinen Lebensunterhalt außerhalb der British Army zu bestreiten. Zum Ende seiner Dienstzeit in Indien wurde Ardagh Knight Commander des Most Eminent Order of the Indian Empire, nachdem er bereits 1892 als Companion in diesen Orden aufgenommen worden war.
Von 1894 bis 1896 wurde Ardagh als Kommandeur der School of Military Engineering in Chatham verwendet. Anschließend wurde er Chef des militärischen Nachrichtenwesens (Director of Military Intelligence) im War Office. 1898, im Alter von 58 Jahren, wurde er zum Major-General befördert. In dieser Verwendung wurde ihm vorgeworfen, die Stärke der Buren im Zweiten Burenkrieg falsch eingeschätzt und so den für Großbritannien ungünstigen Kriegsverlauf maßgeblich mitverschuldet zu haben. Ardagh wurde in Folge nicht mehr befördert und quittierte den Militärdienst im Jahre 1902, nachdem er bereits im April 1901 von seinem Dienstposten abberufen wurde. Während seiner Verwendung als Chef des militärischen Nachrichtenwesens nahm er 1899 an der ersten Haager Friedenskonferenz teil. 1900 war er an der Abfassung des britischen Schiedsspruches zum argentinisch-chilenischen Grenzverlauf beteiligt. 1901 wurde er als His Majesty's Government Agent in die South Africa Claims Commission berufen. Als Chef des militärischen Nachrichtenwesens, aber auch nach seiner Zurruhesetzung war Ardagh an den politisch-militärischen Diskussionen in Großbritannien zur Entwicklung einer Verteidigungsdoktrin befasst. Wie auch Garnet Wolseley befürwortete er eine Aufrüstung und Vergrößerung der British Army, um für einen Krieg gegen Frankreich oder Russland in Europa gerüstet zu sein. Für die militärische Aufklärung verantwortlich, legte er militärische Denkschriften vor, die die Gefahr einer französischen Invasion betonten und die Stärke einer gegnerischen Invasionsstreitkraft übertrieben.
Nach seinem Rückzug ins Privatleben wurde Ardagh, der auch Doktor der Rechte war, 1902 als Mitglied der Kommission zur Revision von Todesurteilen (Judicial Commission on Revision of Martial Law Sentences). 1903 wurde er ständiges Mitglied des Ständigen Schiedshofes in Den Haag. Im gleichen Jahr wurde er auch Direktor in der Compagnie universelle du canal maritime de Suez.
Ardagh starb am 30. September 1907. Er hinterließ seine Ehefrau Susan Hamilton, die er am 18. Februar 1896 geheiratet hatte. Aus der Ehe gingen keine Kinder vor. Susan Hamilton war in erster Ehe mit James Howard Harris verheiratet gewesen. 1909 erschien die von ihr verfasste Biografie Ardaghs, die zahlreiche Illustrationen ihres Ehemannes enthält. Der nachgelassene Schriftverkehr Ardaghs wird vom National Archive und vom Middle East Centre des St Antony’s College verwaltet.

## Werke
- Sir John Charles Ardagh: The Growth of Our Indian Frontiers, Military Society of Ireland, 1894